# Rue des Entrepreneurs (Paris)
Pour les articles homonymes, voir Rue des Entrepreneurs.
La rue des Entrepreneurs est une rue du 15e arrondissement de Paris dans le quartier de Grenelle.

## Situation et accès
La rue des Entrepreneurs débute au niveau du 76, avenue Émile-Zola, près de la place Charles-Michels, et se termine au niveau du 102, rue de la Croix-Nivert, près du square Saint-Lambert. Elle croise la villa des Entrepreneurs, la villa Jean-Baptiste-Luquet, la rue de Lourmel, la rue de la Rosière, la rue Edmond-Roger, la place Violet, la rue Violet, le passage des Entrepreneurs, la place Étienne-Pernet, la rue du Commerce, la rue de l'Abbé-Groult et la rue Mademoiselle.
La rue des Entrepreneurs contient principalement des grands immeubles d'habitation construits pour la plupart au cours du XIXe siècle lors du développement du village de Grenelle. Elle est devenue une rue commerçante grâce à la présence de nombreux espaces commerciaux au bas des immeubles.
Une caserne de la brigade de sapeurs-pompiers de Paris est présente au niveau de la place Violet, située au croisement de la rue des Entrepreneurs et de la rue Violet, et devance le jardin public du square Violet.
La rue contient également l'église catholique de la paroisse Saint-Jean-Baptiste de Grenelle, sur la place Étienne-Pernet près de l'extrémité de la rue du Commerce.
Cette voie a la particularité de posséder quelques commerces iraniens, héritage de l'implantation de la diaspora de ce peuple dans le quartier de Beaugrenelle vers la fin du XXe siècle.

## Origine du nom

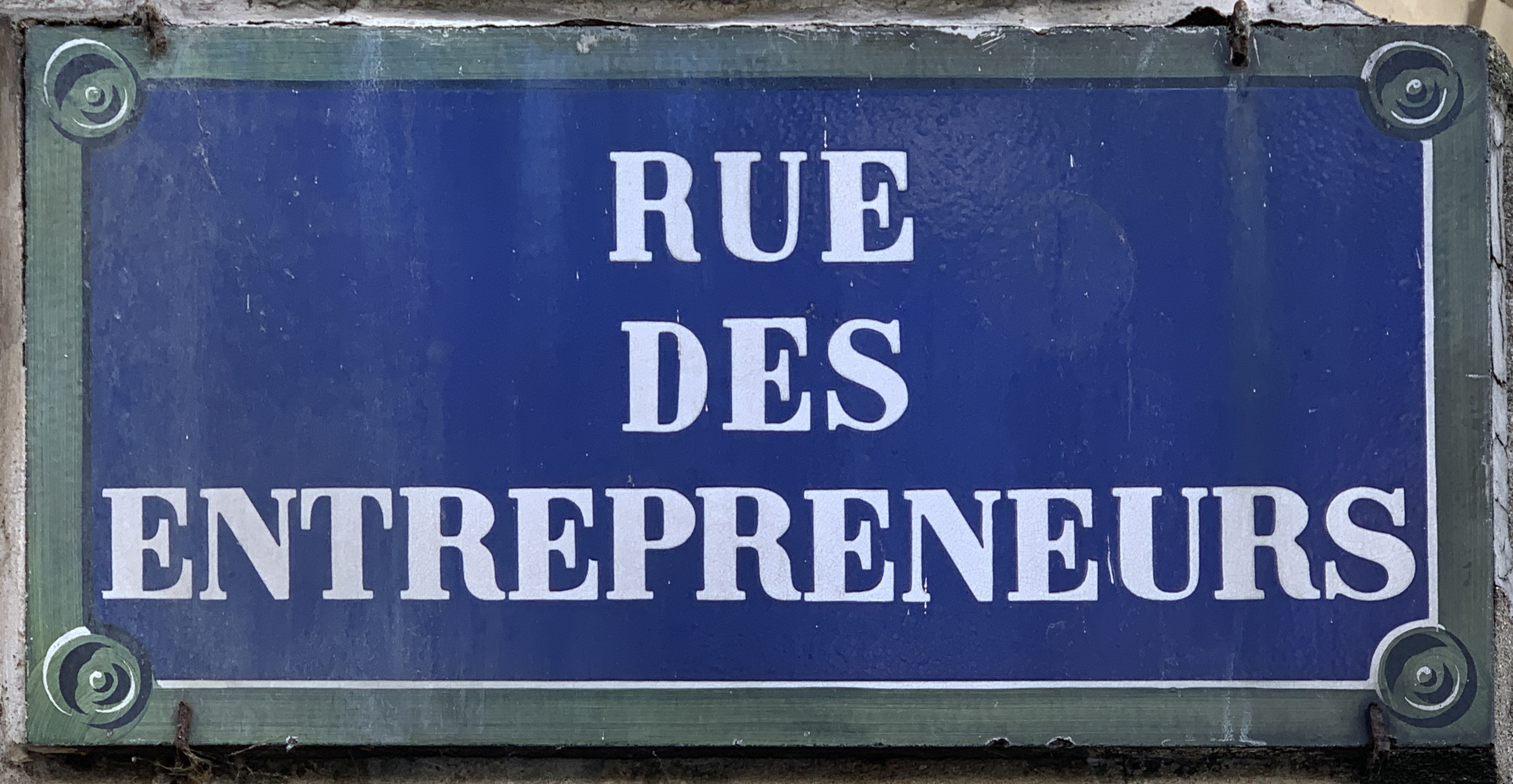
Plaque de la rue.

Le nom de « rue des Entrepreneurs » indique qu'elle fut lotie et bâti sous l'impulsion d'entrepreneurs de l’ancien village de Grenelle du XIXe siècle qui possédaient les terrains bordant la rue et qui permirent leur développement, en particulier Léonard Violet et Alphonse Letellier.

## Historique
Située sur l'ancienne commune de Grenelle, la voie est ouverte en tant que rue en 1824, dans le cadre du lotissement Violet sous le nom de « rue d'Angoulême » en souvenir de la duchesse d'Angoulême, Marie-Thérèse de France, qui vint le 2 septembre 1828 poser la première pierre de l'église Saint-Jean-Baptiste de Grenelle.
En 1851, elle devint une section de la route départementale no 10 entre l'avenue Émile-Zola et la rue Mademoiselle, avant d'être classée dans la voirie parisienne par décret du 23 mai 1863 et de prendre sa dénomination actuelle à l'occasion de l'annexion de Grenelle par la capitale.
Le 8 avril 1871, lors de la Commune de Paris, la rue des Entrepreneurs fut bombardée lors de l'attaque des troupes du gouvernement d'Adolphe Thiers sur l'enceinte fortifiée de Paris de Grenelle à Passy.
En 1910, une partie de la rue fut inondée lors de la grande crue de la Seine.
Avant 1948, la rue des Entrepreneurs commençait au niveau du quai de Javel, devenu depuis le quai André-Citroën. À cette date, la portion comprise entre le quai de Javel et l’avenue Émile-Zola fut détachée de la rue des Entrepreneurs et prit le nom de « rue de l’Ingénieur-Robert-Keller ».
L’arrêté du 29 mars 1968 allongea la longueur de la rue des Entrepreneurs en y incluant une portion de la rue Linois.

## Risques naturels
D'après le plan de prévention du risque inondation (PPRI) de Paris, une partie de la rue des Entrepreneurs est située dans une zone présumée inondable. Elle est également exposée à un risque de mouvement de terrain à cause de la présence à proximité d'anciennes carrières de calcaire grossier.

## Bâtiments remarquables et lieux de mémoire
- No 109 : immeuble de rapport construit par les architectes Gaston et Juliette Tréant-Mathé en 1938-1939. De chaque côté du bâtiment, les bow-windows calent la composition et contribuent à l'éclairage des deux appartements de chaque étage (un deux pièces et un trois pièces, avec salle de bains et cuisine), le recentrage au sixième, puis un septième étage couronnant l'édifice. Les architectes avaient en outre prévu une buanderie et une grande salle commune en sous-sol pouvant servir de salle de jeux pour les enfants.
- No 105 : bâtiment de bonne tenue intégré dans une séquence variée des hauteurs, modénature et persiennes escamotables conservées.
- No 103 : bâtiment intégré dans une séquence variée des hauteurs, les garde-corps ont été conservés.
- No 101 : bâtiment de bonne tenue intégré dans une séquence homogène avec faibles pentes de toit et combles sur la rue du Commerce.
- No 99 : bâtiment de 1827 ayant conservé sa volumétrie d'origine qui contraste avec ses voisins et marque l'entrée de la rue et la place Étienne-Pernet.
- No 91-97 : bâtiments faubouriens de bonne tenue intégrés dans une séquence homogène avec faibles pentes de toit.